# Liste des planètes mineures (183001-184000)
Voici la liste des planètes mineures numérotées de 183001 à 184000. Les planètes mineures sont numérotées lorsque leur orbite est confirmée, ce qui peut parfois se produire longtemps après leur découverte. Elles sont classées ici par leur numéro et donc approximativement par leur date de découverte.

## Planètes mineures 183001 à 184000

### 183001-183100
| Nom      | Désignation provisoire | Date de la découverte | Découvreur      |
| -------- | ---------------------- | --------------------- | --------------- |
| (183001) | 2002 PR49              | 10 août 2002          | LINEAR          |
| (183002) | 2002 PA55              | 9 août 2002           | LINEAR          |
| (183003) | 2002 PN55              | 9 août 2002           | LINEAR          |
| (183004) | 2002 PO55              | 9 août 2002           | LINEAR          |
| (183005) | 2002 PK58              | 10 août 2002          | LINEAR          |
| (183006) | 2002 PG59              | 10 août 2002          | LINEAR          |
| (183007) | 2002 PJ67              | 6 août 2002           | NEAT            |
| (183008) | 2002 PG79              | 11 août 2002          | NEAT            |
| (183009) | 2002 PZ83              | 10 août 2002          | LINEAR          |
| (183010) | 2002 PD85              | 10 août 2002          | LINEAR          |
| (183011) | 2002 PA88              | 12 août 2002          | LINEAR          |
| (183012) | 2002 PM88              | 12 août 2002          | LINEAR          |
| (183013) | 2002 PT90              | 12 août 2002          | NEAT            |
| (183014) | 2002 PG92              | 14 août 2002          | LINEAR          |
| (183015) | 2002 PT92              | 14 août 2002          | NEAT            |
| (183016) | 2002 PU93              | 11 août 2002          | NEAT            |
| (183017) | 2002 PV93              | 11 août 2002          | NEAT            |
| (183018) | 2002 PQ94              | 12 août 2002          | NEAT            |
| (183019) | 2002 PG96              | 14 août 2002          | LINEAR          |
| (183020) | 2002 PF97              | 14 août 2002          | LINEAR          |
| (183021) | 2002 PT99              | 14 août 2002          | LINEAR          |
| (183022) | 2002 PQ110             | 13 août 2002          | LINEAR          |
| (183023) | 2002 PG113             | 13 août 2002          | LINEAR          |
| (183024) | 2002 PJ122             | 14 août 2002          | LINEAR          |
| (183025) | 2002 PR122             | 14 août 2002          | LONEOS          |
| (183026) | 2002 PE125             | 14 août 2002          | LINEAR          |
| (183027) | 2002 PP127             | 14 août 2002          | LINEAR          |
| (183028) | 2002 PC140             | 13 août 2002          | Bickel, W.      |
| (183029) | 2002 PU140             | 14 août 2002          | McNaught, R. H. |
| (183030) | 2002 PE151             | 6 août 2002           | NEAT            |
| (183031) | 2002 PD165             | 8 août 2002           | Hoenig, S. F.   |
| (183032) | 2002 PD177             | 8 août 2002           | NEAT            |
| (183033) | 2002 PV179             | 8 août 2002           | NEAT            |
| (183034) | 2002 PD183             | 11 août 2002          | NEAT            |
| (183035) | 2002 QY                | 16 août 2002          | NEAT            |
| (183036) | 2002 QR17              | 27 août 2002          | NEAT            |
| (183037) | 2002 QJ22              | 27 août 2002          | NEAT            |
| (183038) | 2002 QR22              | 27 août 2002          | NEAT            |
| (183039) | 2002 QG25              | 28 août 2002          | NEAT            |
| (183040) | 2002 QP50              | 16 août 2002          | Lowe, A.        |
| (183041) | 2002 QW50              | 29 août 2002          | Matson, R.      |
| (183042) | 2002 QH52              | 29 août 2002          | Hoenig, S. F.   |
| (183043) | 2002 QY60              | 28 août 2002          | NEAT            |
| (183044) | 2002 QY63              | 30 août 2002          | NEAT            |
| (183045) | 2002 QZ63              | 20 août 2002          | NEAT            |
| (183046) | 2002 QB65              | 26 août 2002          | NEAT            |
| (183047) | 2002 QW65              | 18 août 2002          | NEAT            |
| (183048) | 2002 QM68              | 29 août 2002          | NEAT            |
| (183049) | 2002 QW69              | 27 août 2002          | NEAT            |
| (183050) | 2002 QV70              | 18 août 2002          | NEAT            |
| (183051) | 2002 QY72              | 28 août 2002          | NEAT            |
| (183052) | 2002 QR78              | 29 août 2002          | NEAT            |
| (183053) | 2002 QC87              | 16 août 2002          | Ye, Q.-z.       |
| (183054) | 2002 QW88              | 27 août 2002          | NEAT            |
| (183055) | 2002 QM91              | 18 août 2002          | NEAT            |
| (183056) | 2002 QK93              | 19 août 2002          | NEAT            |
| (183057) | 2002 QU93              | 29 août 2002          | NEAT            |
| (183058) | 2002 QE96              | 18 août 2002          | NEAT            |
| (183059) | 2002 QF97              | 29 août 2002          | NEAT            |
| (183060) | 2002 QX102             | 17 août 2002          | NEAT            |
| (183061) | 2002 QK107             | 27 août 2002          | NEAT            |
| (183062) | 2002 QX118             | 18 août 2002          | NEAT            |
| (183063) | 2002 QE119             | 17 août 2002          | NEAT            |
| (183064) | 2002 QO119             | 17 août 2002          | NEAT            |
| (183065) | 2002 QT122             | 16 août 2002          | NEAT            |
| (183066) | 2002 RA6               | 1er septembre 2002    | NEAT            |
| (183067) | 2002 RG13              | 4 septembre 2002      | LONEOS          |
| (183068) | 2002 RM13              | 4 septembre 2002      | LONEOS          |
| (183069) | 2002 RR13              | 4 septembre 2002      | LONEOS          |
| (183070) | 2002 RV18              | 4 septembre 2002      | LONEOS          |
| (183071) | 2002 RO21              | 4 septembre 2002      | LONEOS          |
| (183072) | 2002 RA28              | 5 septembre 2002      | LINEAR          |
| (183073) | 2002 RJ28              | 5 septembre 2002      | LINEAR          |
| (183074) | 2002 RD40              | 5 septembre 2002      | LINEAR          |
| (183075) | 2002 RE41              | 5 septembre 2002      | LINEAR          |
| (183076) | 2002 RB46              | 5 septembre 2002      | LINEAR          |
| (183077) | 2002 RJ46              | 5 septembre 2002      | LINEAR          |
| (183078) | 2002 RY46              | 5 septembre 2002      | LINEAR          |
| (183079) | 2002 RK49              | 5 septembre 2002      | LINEAR          |
| (183080) | 2002 RA52              | 5 septembre 2002      | LINEAR          |
| (183081) | 2002 RG52              | 5 septembre 2002      | LINEAR          |
| (183082) | 2002 RH54              | 5 septembre 2002      | LINEAR          |
| (183083) | 2002 RL54              | 5 septembre 2002      | LINEAR          |
| (183084) | 2002 RY54              | 5 septembre 2002      | LONEOS          |
| (183085) | 2002 RZ59              | 5 septembre 2002      | LONEOS          |
| (183086) | 2002 RO72              | 5 septembre 2002      | LINEAR          |
| (183087) | 2002 RG75              | 5 septembre 2002      | LINEAR          |
| (183088) | 2002 RO79              | 5 septembre 2002      | LINEAR          |
| (183089) | 2002 RA80              | 5 septembre 2002      | LINEAR          |
| (183090) | 2002 RC81              | 5 septembre 2002      | LINEAR          |
| (183091) | 2002 RR82              | 5 septembre 2002      | LINEAR          |
| (183092) | 2002 RQ85              | 5 septembre 2002      | LINEAR          |
| (183093) | 2002 RC87              | 5 septembre 2002      | LINEAR          |
| (183094) | 2002 RF89              | 5 septembre 2002      | LINEAR          |
| (183095) | 2002 RK98              | 5 septembre 2002      | LINEAR          |
| (183096) | 2002 RP98              | 5 septembre 2002      | LINEAR          |
| (183097) | 2002 RZ99              | 5 septembre 2002      | LINEAR          |
| (183098) | 2002 RH100             | 5 septembre 2002      | LINEAR          |
| (183099) | 2002 RJ100             | 5 septembre 2002      | LINEAR          |
| (183100) | 2002 RT101             | 5 septembre 2002      | LINEAR          |

### 183101-183200
| Nom               | Désignation provisoire | Date de la découverte | Découvreur    |
| ----------------- | ---------------------- | --------------------- | ------------- |
| (183101)          | 2002 RO103             | 5 septembre 2002      | LINEAR        |
| (183102)          | 2002 RM110             | 6 septembre 2002      | LINEAR        |
| (183103)          | 2002 RL116             | 7 septembre 2002      | LINEAR        |
| (183104)          | 2002 RL117             | 7 septembre 2002      | LINEAR        |
| (183105)          | 2002 RH118             | 4 septembre 2002      | CINEOS        |
| (183106)          | 2002 RB121             | 7 septembre 2002      | LINEAR        |
| (183107)          | 2002 RJ127             | 10 septembre 2002     | NEAT          |
| (183108)          | 2002 RZ128             | 10 septembre 2002     | NEAT          |
| (183109)          | 2002 RW133             | 10 septembre 2002     | NEAT          |
| (183110)          | 2002 RC136             | 11 septembre 2002     | NEAT          |
| (183111)          | 2002 RC137             | 13 septembre 2002     | Essen         |
| (183112)          | 2002 RF137             | 12 septembre 2002     | Tucker, R. A. |
| (183113)          | 2002 RN139             | 10 septembre 2002     | NEAT          |
| (183114) Vicques  | 2002 RU140             | 13 septembre 2002     | Ory, M.       |
| (183115)          | 2002 RP147             | 11 septembre 2002     | NEAT          |
| (183116)          | 2002 RJ149             | 11 septembre 2002     | NEAT          |
| (183117)          | 2002 RY155             | 11 septembre 2002     | NEAT          |
| (183118)          | 2002 RE157             | 11 septembre 2002     | NEAT          |
| (183119)          | 2002 RQ163             | 12 septembre 2002     | NEAT          |
| (183120)          | 2002 RX169             | 13 septembre 2002     | NEAT          |
| (183121)          | 2002 RV172             | 13 septembre 2002     | NEAT          |
| (183122)          | 2002 RX174             | 13 septembre 2002     | NEAT          |
| (183123)          | 2002 RN178             | 14 septembre 2002     | NEAT          |
| (183124)          | 2002 RU179             | 14 septembre 2002     | Spacewatch    |
| (183125)          | 2002 RC182             | 11 septembre 2002     | NEAT          |
| (183126)          | 2002 RU194             | 12 septembre 2002     | NEAT          |
| (183127)          | 2002 RM200             | 13 septembre 2002     | NEAT          |
| (183128)          | 2002 RC201             | 13 septembre 2002     | LINEAR        |
| (183129)          | 2002 RO201             | 13 septembre 2002     | LINEAR        |
| (183130)          | 2002 RR201             | 13 septembre 2002     | LINEAR        |
| (183131)          | 2002 RG202             | 13 septembre 2002     | NEAT          |
| (183132)          | 2002 RS202             | 13 septembre 2002     | NEAT          |
| (183133)          | 2002 RK203             | 13 septembre 2002     | NEAT          |
| (183134)          | 2002 RK210             | 15 septembre 2002     | Spacewatch    |
| (183135)          | 2002 RW211             | 15 septembre 2002     | NEAT          |
| (183136)          | 2002 RC216             | 13 septembre 2002     | LONEOS        |
| (183137)          | 2002 RW219             | 15 septembre 2002     | NEAT          |
| (183138)          | 2002 RY222             | 15 septembre 2002     | NEAT          |
| (183139)          | 2002 RW224             | 13 septembre 2002     | NEAT          |
| (183140)          | 2002 RA231             | 15 septembre 2002     | NEAT          |
| (183141)          | 2002 RW231             | 14 septembre 2002     | NEAT          |
| (183142)          | 2002 RF238             | 15 septembre 2002     | Matson, R.    |
| (183143)          | 2002 RC240             | 14 septembre 2002     | Matson, R.    |
| (183144)          | 2002 RZ241             | 14 septembre 2002     | Matson, R.    |
| (183145)          | 2002 RV248             | 14 septembre 2002     | NEAT          |
| (183146)          | 2002 RH251             | 4 septembre 2002      | NEAT          |
| (183147)          | 2002 RB252             | 12 septembre 2002     | NEAT          |
| (183148)          | 2002 RZ253             | 14 septembre 2002     | NEAT          |
| (183149)          | 2002 RL254             | 14 septembre 2002     | NEAT          |
| (183150)          | 2002 RQ260             | 15 septembre 2002     | NEAT          |
| (183151)          | 2002 RU261             | 6 septembre 2002      | LINEAR        |
| (183152)          | 2002 RR273             | 4 septembre 2002      | NEAT          |
| (183153)          | 2002 SD1               | 26 septembre 2002     | NEAT          |
| (183154)          | 2002 SK1               | 26 septembre 2002     | Ferrando, R.  |
| (183155)          | 2002 SE3               | 27 septembre 2002     | NEAT          |
| (183156)          | 2002 SR4               | 27 septembre 2002     | NEAT          |
| (183157)          | 2002 SL7               | 27 septembre 2002     | NEAT          |
| (183158)          | 2002 SS8               | 27 septembre 2002     | NEAT          |
| (183159)          | 2002 SO10              | 27 septembre 2002     | NEAT          |
| (183160)          | 2002 SO12              | 27 septembre 2002     | NEAT          |
| (183161)          | 2002 SP14              | 27 septembre 2002     | NEAT          |
| (183162)          | 2002 SR22              | 26 septembre 2002     | NEAT          |
| (183163)          | 2002 SU22              | 26 septembre 2002     | NEAT          |
| (183164)          | 2002 SF23              | 27 septembre 2002     | NEAT          |
| (183165)          | 2002 SU23              | 27 septembre 2002     | LONEOS        |
| (183166)          | 2002 SF31              | 28 septembre 2002     | NEAT          |
| (183167)          | 2002 SA33              | 28 septembre 2002     | NEAT          |
| (183168)          | 2002 SO34              | 29 septembre 2002     | NEAT          |
| (183169)          | 2002 SX35              | 29 septembre 2002     | NEAT          |
| (183170)          | 2002 SD37              | 29 septembre 2002     | NEAT          |
| (183171)          | 2002 SN37              | 29 septembre 2002     | NEAT          |
| (183172)          | 2002 SG39              | 30 septembre 2002     | LINEAR        |
| (183173)          | 2002 SM39              | 30 septembre 2002     | LINEAR        |
| (183174)          | 2002 SH40              | 30 septembre 2002     | NEAT          |
| (183175)          | 2002 SM40              | 30 septembre 2002     | NEAT          |
| (183176)          | 2002 SV43              | 29 septembre 2002     | NEAT          |
| (183177)          | 2002 SG47              | 30 septembre 2002     | LINEAR        |
| (183178)          | 2002 SO47              | 30 septembre 2002     | LINEAR        |
| (183179)          | 2002 SN48              | 30 septembre 2002     | LINEAR        |
| (183180)          | 2002 SQ49              | 30 septembre 2002     | LINEAR        |
| (183181)          | 2002 SH50              | 30 septembre 2002     | NEAT          |
| (183182) Weinheim | 2002 SB51              | 30 septembre 2002     | Kurtze, L.    |
| (183183)          | 2002 SH51              | 16 septembre 2002     | NEAT          |
| (183184)          | 2002 SR54              | 30 septembre 2002     | LINEAR        |
| (183185)          | 2002 SH55              | 30 septembre 2002     | LINEAR        |
| (183186)          | 2002 SM59              | 16 septembre 2002     | NEAT          |
| (183187)          | 2002 SA65              | 16 septembre 2002     | NEAT          |
| (183188)          | 2002 SQ65              | 16 septembre 2002     | NEAT          |
| (183189)          | 2002 SY67              | 26 septembre 2002     | NEAT          |
| (183190)          | 2002 SC70              | 26 septembre 2002     | NEAT          |
| (183191)          | 2002 ST71              | 16 septembre 2002     | NEAT          |
| (183192)          | 2002 TR4               | 1er octobre 2002      | LINEAR        |
| (183193)          | 2002 TY4               | 1er octobre 2002      | LINEAR        |
| (183194)          | 2002 TC5               | 1er octobre 2002      | LINEAR        |
| (183195)          | 2002 TW5               | 1er octobre 2002      | LONEOS        |
| (183196)          | 2002 TN7               | 1er octobre 2002      | LONEOS        |
| (183197)          | 2002 TG10              | 2 octobre 2002        | LINEAR        |
| (183198)          | 2002 TH13              | 1er octobre 2002      | LONEOS        |
| (183199)          | 2002 TS13              | 1er octobre 2002      | LINEAR        |
| (183200)          | 2002 TP15              | 2 octobre 2002        | LINEAR        |

### 183201-183300
| Nom                  | Désignation provisoire | Date de la découverte | Découvreur               |
| -------------------- | ---------------------- | --------------------- | ------------------------ |
| (183201)             | 2002 TE17              | 2 octobre 2002        | LINEAR                   |
| (183202)             | 2002 TP17              | 2 octobre 2002        | LINEAR                   |
| (183203)             | 2002 TS17              | 2 octobre 2002        | LINEAR                   |
| (183204)             | 2002 TZ18              | 2 octobre 2002        | LINEAR                   |
| (183205)             | 2002 TX19              | 2 octobre 2002        | LINEAR                   |
| (183206)             | 2002 TT22              | 2 octobre 2002        | LINEAR                   |
| (183207)             | 2002 TE23              | 2 octobre 2002        | LINEAR                   |
| (183208)             | 2002 TR28              | 2 octobre 2002        | LINEAR                   |
| (183209)             | 2002 TW28              | 2 octobre 2002        | LINEAR                   |
| (183210)             | 2002 TE29              | 2 octobre 2002        | LINEAR                   |
| (183211)             | 2002 TZ30              | 2 octobre 2002        | LINEAR                   |
| (183212)             | 2002 TG31              | 2 octobre 2002        | LINEAR                   |
| (183213)             | 2002 TE33              | 2 octobre 2002        | LINEAR                   |
| (183214)             | 2002 TW34              | 2 octobre 2002        | LINEAR                   |
| (183215)             | 2002 TZ34              | 2 octobre 2002        | LINEAR                   |
| (183216)             | 2002 TJ36              | 2 octobre 2002        | LINEAR                   |
| (183217)             | 2002 TQ36              | 2 octobre 2002        | LINEAR                   |
| (183218)             | 2002 TK37              | 2 octobre 2002        | LINEAR                   |
| (183219)             | 2002 TN37              | 2 octobre 2002        | LINEAR                   |
| (183220)             | 2002 TJ39              | 2 octobre 2002        | LINEAR                   |
| (183221)             | 2002 TQ39              | 2 octobre 2002        | LINEAR                   |
| (183222)             | 2002 TN41              | 2 octobre 2002        | LINEAR                   |
| (183223)             | 2002 TS43              | 2 octobre 2002        | LINEAR                   |
| (183224)             | 2002 TT43              | 2 octobre 2002        | LINEAR                   |
| (183225)             | 2002 TX44              | 2 octobre 2002        | LINEAR                   |
| (183226)             | 2002 TW47              | 2 octobre 2002        | LINEAR                   |
| (183227)             | 2002 TY47              | 2 octobre 2002        | LINEAR                   |
| (183228)             | 2002 TT48              | 2 octobre 2002        | LINEAR                   |
| (183229)             | 2002 TD57              | 1er octobre 2002      | LONEOS                   |
| (183230)             | 2002 TC58              | 4 octobre 2002        | LINEAR                   |
| (183231)             | 2002 TJ70              | 2 octobre 2002        | CINEOS                   |
| (183232)             | 2002 TQ70              | 3 octobre 2002        | NEAT                     |
| (183233)             | 2002 TD72              | 3 octobre 2002        | NEAT                     |
| (183234)             | 2002 TC73              | 3 octobre 2002        | NEAT                     |
| (183235)             | 2002 TZ78              | 1er octobre 2002      | LINEAR                   |
| (183236)             | 2002 TQ81              | 1er octobre 2002      | NEAT                     |
| (183237)             | 2002 TR82              | 2 octobre 2002        | LINEAR                   |
| (183238)             | 2002 TF85              | 2 octobre 2002        | NEAT                     |
| (183239)             | 2002 TS90              | 3 octobre 2002        | NEAT                     |
| (183240)             | 2002 TG96              | 3 octobre 2002        | NEAT                     |
| (183241)             | 2002 TV98              | 3 octobre 2002        | LINEAR                   |
| (183242)             | 2002 TT107             | 4 octobre 2002        | LINEAR                   |
| (183243)             | 2002 TV108             | 1er octobre 2002      | NEAT                     |
| (183244)             | 2002 TM111             | 3 octobre 2002        | Spacewatch               |
| (183245)             | 2002 TY111             | 3 octobre 2002        | LINEAR                   |
| (183246)             | 2002 TT121             | 3 octobre 2002        | NEAT                     |
| (183247)             | 2002 TB124             | 4 octobre 2002        | NEAT                     |
| (183248)             | 2002 TU125             | 4 octobre 2002        | LINEAR                   |
| (183249)             | 2002 TG131             | 4 octobre 2002        | LINEAR                   |
| (183250)             | 2002 TN131             | 4 octobre 2002        | LINEAR                   |
| (183251)             | 2002 TE134             | 4 octobre 2002        | NEAT                     |
| (183252)             | 2002 TS155             | 5 octobre 2002        | NEAT                     |
| (183253)             | 2002 TJ163             | 5 octobre 2002        | NEAT                     |
| (183254)             | 2002 TK166             | 3 octobre 2002        | LINEAR                   |
| (183255)             | 2002 TX168             | 3 octobre 2002        | NEAT                     |
| (183256)             | 2002 TL174             | 4 octobre 2002        | LINEAR                   |
| (183257)             | 2002 TA185             | 4 octobre 2002        | LINEAR                   |
| (183258)             | 2002 TT195             | 3 octobre 2002        | LINEAR                   |
| (183259)             | 2002 TT196             | 4 octobre 2002        | LINEAR                   |
| (183260)             | 2002 TB208             | 4 octobre 2002        | LINEAR                   |
| (183261)             | 2002 TE208             | 4 octobre 2002        | LINEAR                   |
| (183262)             | 2002 TS209             | 6 octobre 2002        | NEAT                     |
| (183263)             | 2002 TG215             | 4 octobre 2002        | LINEAR                   |
| (183264)             | 2002 TH220             | 5 octobre 2002        | CINEOS                   |
| (183265)             | 2002 TR223             | 7 octobre 2002        | LONEOS                   |
| (183266)             | 2002 TJ225             | 8 octobre 2002        | LONEOS                   |
| (183267)             | 2002 TW225             | 8 octobre 2002        | LONEOS                   |
| (183268)             | 2002 TE227             | 8 octobre 2002        | LONEOS                   |
| (183269)             | 2002 TB241             | 7 octobre 2002        | LINEAR                   |
| (183270)             | 2002 TC241             | 7 octobre 2002        | LINEAR                   |
| (183271)             | 2002 TL248             | 7 octobre 2002        | NEAT                     |
| (183272)             | 2002 TS251             | 8 octobre 2002        | LONEOS                   |
| (183273)             | 2002 TP258             | 9 octobre 2002        | LINEAR                   |
| (183274)             | 2002 TS258             | 9 octobre 2002        | LINEAR                   |
| (183275)             | 2002 TE260             | 9 octobre 2002        | LINEAR                   |
| (183276)             | 2002 TT260             | 9 octobre 2002        | LINEAR                   |
| (183277)             | 2002 TV261             | 10 octobre 2002       | NEAT                     |
| (183278)             | 2002 TP270             | 9 octobre 2002        | LINEAR                   |
| (183279)             | 2002 TG271             | 9 octobre 2002        | LINEAR                   |
| (183280)             | 2002 TT274             | 9 octobre 2002        | LINEAR                   |
| (183281)             | 2002 TC278             | 10 octobre 2002       | LINEAR                   |
| (183282)             | 2002 TM283             | 10 octobre 2002       | LINEAR                   |
| (183283)             | 2002 TY287             | 10 octobre 2002       | LINEAR                   |
| (183284)             | 2002 TU294             | 10 octobre 2002       | LINEAR                   |
| (183285)             | 2002 TD298             | 12 octobre 2002       | LINEAR                   |
| (183286)             | 2002 TP304             | 4 octobre 2002        | Sloan Digital Sky Survey |
| (183287) Deisenstein | 2002 TJ318             | 5 octobre 2002        | Sloan Digital Sky Survey |
| (183288) Eyer        | 2002 TH331             | 5 octobre 2002        | Sloan Digital Sky Survey |
| (183289)             | 2002 TR345             | 5 octobre 2002        | Sloan Digital Sky Survey |
| (183290)             | 2002 TP375             | 3 octobre 2002        | LINEAR                   |
| (183291)             | 2002 TC376             | 10 octobre 2002       | Sloan Digital Sky Survey |
| (183292)             | 2002 TK376             | 6 octobre 2002        | LINEAR                   |
| (183293)             | 2002 TD378             | 15 octobre 2002       | NEAT                     |
| (183294) Langbroek   | 2002 TB382             | 9 octobre 2002        | NEAT                     |
| (183295)             | 2002 UJ                | 19 octobre 2002       | NEAT                     |
| (183296)             | 2002 UX2               | 28 octobre 2002       | LINEAR                   |
| (183297)             | 2002 UZ5               | 28 octobre 2002       | NEAT                     |
| (183298)             | 2002 UB14              | 29 octobre 2002       | NEAT                     |
| (183299)             | 2002 UD19              | 30 octobre 2002       | NEAT                     |
| (183300)             | 2002 UH19              | 30 octobre 2002       | NEAT                     |

### 183301-183400
| Nom                  | Désignation provisoire | Date de la découverte | Découvreur               |
| -------------------- | ---------------------- | --------------------- | ------------------------ |
| (183301)             | 2002 UN20              | 28 octobre 2002       | NEAT                     |
| (183302)             | 2002 UB26              | 30 octobre 2002       | NEAT                     |
| (183303)             | 2002 UU33              | 31 octobre 2002       | NEAT                     |
| (183304)             | 2002 UZ37              | 31 octobre 2002       | NEAT                     |
| (183305)             | 2002 UR41              | 31 octobre 2002       | NEAT                     |
| (183306)             | 2002 UM48              | 31 octobre 2002       | LINEAR                   |
| (183307)             | 2002 UZ55              | 29 octobre 2002       | Sloan Digital Sky Survey |
| (183308)             | 2002 UR72              | 25 octobre 2002       | NEAT                     |
| (183309)             | 2002 VQ                | 2 novembre 2002       | Young, J. W.             |
| (183310)             | 2002 VK6               | 5 novembre 2002       | La Palma                 |
| (183311)             | 2002 VV9               | 1er novembre 2002     | NEAT                     |
| (183312)             | 2002 VD10              | 1er novembre 2002     | NEAT                     |
| (183313)             | 2002 VH14              | 5 novembre 2002       | LONEOS                   |
| (183314)             | 2002 VJ18              | 2 novembre 2002       | NEAT                     |
| (183315)             | 2002 VS21              | 5 novembre 2002       | LINEAR                   |
| (183316)             | 2002 VP27              | 5 novembre 2002       | LONEOS                   |
| (183317)             | 2002 VY27              | 5 novembre 2002       | LONEOS                   |
| (183318)             | 2002 VH34              | 5 novembre 2002       | LINEAR                   |
| (183319)             | 2002 VT41              | 5 novembre 2002       | NEAT                     |
| (183320)             | 2002 VE42              | 5 novembre 2002       | NEAT                     |
| (183321)             | 2002 VE44              | 4 novembre 2002       | NEAT                     |
| (183322)             | 2002 VO49              | 5 novembre 2002       | LONEOS                   |
| (183323)             | 2002 VV50              | 6 novembre 2002       | LONEOS                   |
| (183324)             | 2002 VK51              | 6 novembre 2002       | LONEOS                   |
| (183325)             | 2002 VQ51              | 6 novembre 2002       | LONEOS                   |
| (183326)             | 2002 VK52              | 6 novembre 2002       | LONEOS                   |
| (183327)             | 2002 VP52              | 6 novembre 2002       | LONEOS                   |
| (183328)             | 2002 VY55              | 6 novembre 2002       | LINEAR                   |
| (183329)             | 2002 VA56              | 6 novembre 2002       | LONEOS                   |
| (183330)             | 2002 VC67              | 6 novembre 2002       | NEAT                     |
| (183331)             | 2002 VF67              | 6 novembre 2002       | NEAT                     |
| (183332)             | 2002 VR72              | 7 novembre 2002       | LINEAR                   |
| (183333)             | 2002 VB77              | 7 novembre 2002       | LINEAR                   |
| (183334)             | 2002 VR77              | 7 novembre 2002       | LINEAR                   |
| (183335)             | 2002 VQ80              | 7 novembre 2002       | LINEAR                   |
| (183336)             | 2002 VQ81              | 7 novembre 2002       | LINEAR                   |
| (183337)             | 2002 VX82              | 7 novembre 2002       | LINEAR                   |
| (183338)             | 2002 VM83              | 7 novembre 2002       | LINEAR                   |
| (183339)             | 2002 VV86              | 8 novembre 2002       | LINEAR                   |
| (183340)             | 2002 VC87              | 8 novembre 2002       | LINEAR                   |
| (183341)             | 2002 VQ89              | 11 novembre 2002      | NEAT                     |
| (183342)             | 2002 VF90              | 11 novembre 2002      | LINEAR                   |
| (183343)             | 2002 VN92              | 11 novembre 2002      | LINEAR                   |
| (183344)             | 2002 VE93              | 11 novembre 2002      | LINEAR                   |
| (183345)             | 2002 VB100             | 10 novembre 2002      | LINEAR                   |
| (183346)             | 2002 VH104             | 12 novembre 2002      | LINEAR                   |
| (183347)             | 2002 VJ108             | 12 novembre 2002      | LINEAR                   |
| (183348)             | 2002 VE109             | 12 novembre 2002      | LINEAR                   |
| (183349)             | 2002 VZ109             | 12 novembre 2002      | LINEAR                   |
| (183350)             | 2002 VC110             | 12 novembre 2002      | NEAT                     |
| (183351)             | 2002 VP111             | 13 novembre 2002      | NEAT                     |
| (183352)             | 2002 VG114             | 13 novembre 2002      | NEAT                     |
| (183353)             | 2002 VQ119             | 12 novembre 2002      | LINEAR                   |
| (183354)             | 2002 VW119             | 12 novembre 2002      | LINEAR                   |
| (183355)             | 2002 VS122             | 13 novembre 2002      | NEAT                     |
| (183356)             | 2002 VH124             | 6 novembre 2002       | McClusky, J. V.          |
| (183357) Rickshelton | 2002 VT129             | 9 novembre 2002       | Buie, M. W.              |
| (183358)             | 2002 VM131             | 13 novembre 2002      | Hoenig, S. F.            |
| (183359)             | 2002 VS134             | 6 novembre 2002       | LINEAR                   |
| (183360)             | 2002 VN140             | 13 novembre 2002      | NEAT                     |
| (183361)             | 2002 VO141             | 6 novembre 2002       | NEAT                     |
| (183362)             | 2002 WB13              | 28 novembre 2002      | LONEOS                   |
| (183363)             | 2002 WC13              | 28 novembre 2002      | LONEOS                   |
| (183364)             | 2002 WT16              | 28 novembre 2002      | NEAT                     |
| (183365)             | 2002 WK20              | 24 novembre 2002      | Hoenig, S. F.            |
| (183366)             | 2002 WU22              | 24 novembre 2002      | NEAT                     |
| (183367)             | 2002 XJ                | 1er décembre 2002     | LINEAR                   |
| (183368)             | 2002 XD7               | 2 décembre 2002       | LINEAR                   |
| (183369)             | 2002 XZ15              | 3 décembre 2002       | NEAT                     |
| (183370)             | 2002 XE17              | 3 décembre 2002       | NEAT                     |
| (183371)             | 2002 XP20              | 2 décembre 2002       | LINEAR                   |
| (183372)             | 2002 XZ21              | 2 décembre 2002       | LINEAR                   |
| (183373)             | 2002 XO22              | 3 décembre 2002       | NEAT                     |
| (183374)             | 2002 XC25              | 5 décembre 2002       | LINEAR                   |
| (183375)             | 2002 XT29              | 5 décembre 2002       | NEAT                     |
| (183376)             | 2002 XM30              | 6 décembre 2002       | LINEAR                   |
| (183377)             | 2002 XM31              | 6 décembre 2002       | LINEAR                   |
| (183378)             | 2002 XG37              | 7 décembre 2002       | LINEAR                   |
| (183379)             | 2002 XL44              | 7 décembre 2002       | Ball, L.                 |
| (183380)             | 2002 XP48              | 10 décembre 2002      | LINEAR                   |
| (183381)             | 2002 XC49              | 10 décembre 2002      | LINEAR                   |
| (183382)             | 2002 XJ51              | 10 décembre 2002      | LINEAR                   |
| (183383)             | 2002 XM54              | 10 décembre 2002      | NEAT                     |
| (183384)             | 2002 XD55              | 10 décembre 2002      | NEAT                     |
| (183385)             | 2002 XN58              | 11 décembre 2002      | LINEAR                   |
| (183386)             | 2002 XR59              | 10 décembre 2002      | LINEAR                   |
| (183387)             | 2002 XE60              | 10 décembre 2002      | LINEAR                   |
| (183388)             | 2002 XL60              | 10 décembre 2002      | LINEAR                   |
| (183389)             | 2002 XD63              | 11 décembre 2002      | LINEAR                   |
| (183390)             | 2002 XX66              | 10 décembre 2002      | LINEAR                   |
| (183391)             | 2002 XG72              | 11 décembre 2002      | LINEAR                   |
| (183392)             | 2002 XU72              | 11 décembre 2002      | LINEAR                   |
| (183393)             | 2002 XJ73              | 11 décembre 2002      | LINEAR                   |
| (183394)             | 2002 XH75              | 11 décembre 2002      | LINEAR                   |
| (183395)             | 2002 XT76              | 11 décembre 2002      | LINEAR                   |
| (183396)             | 2002 XZ76              | 11 décembre 2002      | LINEAR                   |
| (183397)             | 2002 XT80              | 11 décembre 2002      | LINEAR                   |
| (183398)             | 2002 XS91              | 4 décembre 2002       | Buie, M. W.              |
| (183399)             | 2002 XQ93              | 6 décembre 2002       | Buie, M. W.              |
| (183400)             | 2002 XJ101             | 5 décembre 2002       | LINEAR                   |

### 183401-183500
| Nom          | Désignation provisoire | Date de la découverte | Découvreur               |
| ------------ | ---------------------- | --------------------- | ------------------------ |
| (183401)     | 2002 XM109             | 6 décembre 2002       | LINEAR                   |
| (183402)     | 2002 XY111             | 6 décembre 2002       | LINEAR                   |
| (183403) Gal | 2002 XW115             | 11 décembre 2002      | Sloan Digital Sky Survey |
| (183404)     | 2002 YO                | 27 décembre 2002      | LONEOS                   |
| (183405)     | 2002 YE4               | 30 décembre 2002      | Tenagra II               |
| (183406)     | 2002 YK6               | 28 décembre 2002      | LONEOS                   |
| (183407)     | 2002 YU6               | 28 décembre 2002      | LONEOS                   |
| (183408)     | 2002 YM8               | 31 décembre 2002      | LINEAR                   |
| (183409)     | 2002 YV13              | 31 décembre 2002      | LINEAR                   |
| (183410)     | 2002 YS17              | 31 décembre 2002      | LINEAR                   |
| (183411)     | 2002 YA19              | 31 décembre 2002      | LINEAR                   |
| (183412)     | 2002 YF20              | 31 décembre 2002      | LINEAR                   |
| (183413)     | 2002 YN20              | 31 décembre 2002      | LINEAR                   |
| (183414)     | 2002 YY29              | 31 décembre 2002      | LINEAR                   |
| (183415)     | 2003 AH2               | 2 janvier 2003        | LINEAR                   |
| (183416)     | 2003 AD5               | 1er janvier 2003      | LINEAR                   |
| (183417)     | 2003 AE5               | 1er janvier 2003      | LINEAR                   |
| (183418)     | 2003 AY6               | 2 janvier 2003        | LINEAR                   |
| (183419)     | 2003 AC12              | 1er janvier 2003      | LINEAR                   |
| (183420)     | 2003 AU14              | 2 janvier 2003        | LONEOS                   |
| (183421)     | 2003 AX17              | 5 janvier 2003        | LONEOS                   |
| (183422)     | 2003 AF20              | 5 janvier 2003        | LINEAR                   |
| (183423)     | 2003 AR20              | 5 janvier 2003        | LINEAR                   |
| (183424)     | 2003 AC22              | 5 janvier 2003        | LINEAR                   |
| (183425)     | 2003 AL23              | 4 janvier 2003        | LINEAR                   |
| (183426)     | 2003 AM24              | 4 janvier 2003        | LINEAR                   |
| (183427)     | 2003 AD25              | 4 janvier 2003        | LINEAR                   |
| (183428)     | 2003 AD29              | 4 janvier 2003        | LINEAR                   |
| (183429)     | 2003 AW35              | 7 janvier 2003        | LINEAR                   |
| (183430)     | 2003 AG55              | 5 janvier 2003        | LINEAR                   |
| (183431)     | 2003 AA58              | 5 janvier 2003        | LINEAR                   |
| (183432)     | 2003 AH61              | 7 janvier 2003        | LINEAR                   |
| (183433)     | 2003 AT62              | 8 janvier 2003        | LINEAR                   |
| (183434)     | 2003 AL63              | 8 janvier 2003        | LINEAR                   |
| (183435)     | 2003 AB65              | 7 janvier 2003        | LINEAR                   |
| (183436)     | 2003 AH65              | 7 janvier 2003        | LINEAR                   |
| (183437)     | 2003 AK65              | 7 janvier 2003        | LINEAR                   |
| (183438)     | 2003 AF68              | 8 janvier 2003        | LINEAR                   |
| (183439)     | 2003 AC72              | 10 janvier 2003       | LINEAR                   |
| (183440)     | 2003 AW82              | 8 janvier 2003        | Bickel, W.               |
| (183441)     | 2003 AK84              | 11 janvier 2003       | Tucker, R. A.            |
| (183442)     | 2003 AL90              | 5 janvier 2003        | LINEAR                   |
| (183443)     | 2003 AZ91              | 7 janvier 2003        | LINEAR                   |
| (183444)     | 2003 AN94              | 10 janvier 2003       | LINEAR                   |
| (183445)     | 2003 BE3               | 24 janvier 2003       | Boattini, A., Scholl, H. |
| (183446)     | 2003 BT7               | 26 janvier 2003       | Spacewatch               |
| (183447)     | 2003 BV8               | 26 janvier 2003       | LONEOS                   |
| (183448)     | 2003 BY10              | 26 janvier 2003       | LONEOS                   |
| (183449)     | 2003 BU12              | 26 janvier 2003       | NEAT                     |
| (183450)     | 2003 BL18              | 27 janvier 2003       | LINEAR                   |
| (183451)     | 2003 BV18              | 26 janvier 2003       | NEAT                     |
| (183452)     | 2003 BF20              | 27 janvier 2003       | LONEOS                   |
| (183453)     | 2003 BK22              | 25 janvier 2003       | NEAT                     |
| (183454)     | 2003 BK24              | 25 janvier 2003       | NEAT                     |
| (183455)     | 2003 BO30              | 27 janvier 2003       | LINEAR                   |
| (183456)     | 2003 BY33              | 25 janvier 2003       | NEAT                     |
| (183457)     | 2003 BC35              | 27 janvier 2003       | LINEAR                   |
| (183458)     | 2003 BU42              | 29 janvier 2003       | NEAT                     |
| (183459)     | 2003 BL46              | 29 janvier 2003       | LINEAR                   |
| (183460)     | 2003 BT52              | 27 janvier 2003       | LONEOS                   |
| (183461)     | 2003 BU54              | 27 janvier 2003       | NEAT                     |
| (183462)     | 2003 BM56              | 28 janvier 2003       | NEAT                     |
| (183463)     | 2003 BH60              | 27 janvier 2003       | NEAT                     |
| (183464)     | 2003 BO60              | 27 janvier 2003       | NEAT                     |
| (183465)     | 2003 BL72              | 28 janvier 2003       | NEAT                     |
| (183466)     | 2003 BE74              | 29 janvier 2003       | NEAT                     |
| (183467)     | 2003 BP75              | 29 janvier 2003       | NEAT                     |
| (183468)     | 2003 BQ76              | 29 janvier 2003       | NEAT                     |
| (183469)     | 2003 BF81              | 31 janvier 2003       | LINEAR                   |
| (183470)     | 2003 BH82              | 31 janvier 2003       | LINEAR                   |
| (183471)     | 2003 BM86              | 25 janvier 2003       | LONEOS                   |
| (183472)     | 2003 BV87              | 27 janvier 2003       | LINEAR                   |
| (183473)     | 2003 BD88              | 27 janvier 2003       | LINEAR                   |
| (183474)     | 2003 CB1               | 1er février 2003      | LINEAR                   |
| (183475)     | 2003 CK2               | 1er février 2003      | LINEAR                   |
| (183476)     | 2003 CR13              | 4 février 2003        | LONEOS                   |
| (183477)     | 2003 CD18              | 8 février 2003        | LINEAR                   |
| (183478)     | 2003 CR19              | 7 février 2003        | NEAT                     |
| (183479)     | 2003 DL5               | 19 février 2003       | NEAT                     |
| (183480)     | 2003 DP5               | 19 février 2003       | NEAT                     |
| (183481)     | 2003 DR5               | 19 février 2003       | NEAT                     |
| (183482)     | 2003 DE12              | 25 février 2003       | CINEOS                   |
| (183483)     | 2003 DS12              | 26 février 2003       | CINEOS                   |
| (183484)     | 2003 DZ14              | 25 février 2003       | CINEOS                   |
| (183485)     | 2003 DY18              | 21 février 2003       | NEAT                     |
| (183486)     | 2003 DX21              | 28 février 2003       | LINEAR                   |
| (183487)     | 2003 ES3               | 6 mars 2003           | NEAT                     |
| (183488)     | 2003 ET6               | 6 mars 2003           | LONEOS                   |
| (183489)     | 2003 EJ18              | 6 mars 2003           | LONEOS                   |
| (183490)     | 2003 EQ18              | 6 mars 2003           | LONEOS                   |
| (183491)     | 2003 EU21              | 6 mars 2003           | LINEAR                   |
| (183492)     | 2003 EH25              | 6 mars 2003           | LONEOS                   |
| (183493)     | 2003 EB29              | 6 mars 2003           | LINEAR                   |
| (183494)     | 2003 EM35              | 7 mars 2003           | LINEAR                   |
| (183495)     | 2003 EK37              | 8 mars 2003           | LONEOS                   |
| (183496)     | 2003 EF38              | 8 mars 2003           | LONEOS                   |
| (183497)     | 2003 EH46              | 7 mars 2003           | LONEOS                   |
| (183498)     | 2003 EN47              | 9 mars 2003           | LINEAR                   |
| (183499)     | 2003 ES61              | 6 mars 2003           | LINEAR                   |
| (183500)     | 2003 FV2               | 24 mars 2003          | NEAT                     |

### 183501-183600
| Nom                | Désignation provisoire | Date de la découverte | Découvreur                     |
| ------------------ | ---------------------- | --------------------- | ------------------------------ |
| (183501)           | 2003 FU4               | 25 mars 2003          | Young, J. W.                   |
| (183502)           | 2003 FM8               | 30 mars 2003          | LINEAR                         |
| (183503)           | 2003 FP12              | 22 mars 2003          | Uppsala-DLR Asteroid Survey    |
| (183504)           | 2003 FP15              | 23 mars 2003          | Spacewatch                     |
| (183505)           | 2003 FY25              | 24 mars 2003          | Spacewatch                     |
| (183506)           | 2003 FP33              | 23 mars 2003          | Spacewatch                     |
| (183507)           | 2003 FC36              | 23 mars 2003          | Spacewatch                     |
| (183508)           | 2003 FE36              | 23 mars 2003          | Spacewatch                     |
| (183509)           | 2003 FZ40              | 25 mars 2003          | NEAT                           |
| (183510)           | 2003 FJ41              | 25 mars 2003          | NEAT                           |
| (183511)           | 2003 FV48              | 24 mars 2003          | Spacewatch                     |
| (183512)           | 2003 FG51              | 25 mars 2003          | NEAT                           |
| (183513)           | 2003 FR53              | 25 mars 2003          | NEAT                           |
| (183514)           | 2003 FC58              | 26 mars 2003          | Spacewatch                     |
| (183515)           | 2003 FA65              | 26 mars 2003          | NEAT                           |
| (183516)           | 2003 FJ78              | 27 mars 2003          | Spacewatch                     |
| (183517)           | 2003 FP80              | 27 mars 2003          | LINEAR                         |
| (183518)           | 2003 FA81              | 27 mars 2003          | LINEAR                         |
| (183519)           | 2003 FS88              | 28 mars 2003          | Spacewatch                     |
| (183520)           | 2003 FR90              | 29 mars 2003          | LONEOS                         |
| (183521)           | 2003 FM91              | 29 mars 2003          | LONEOS                         |
| (183522)           | 2003 FM93              | 29 mars 2003          | LONEOS                         |
| (183523)           | 2003 FU93              | 29 mars 2003          | LONEOS                         |
| (183524)           | 2003 FV101             | 31 mars 2003          | LINEAR                         |
| (183525)           | 2003 FK110             | 30 mars 2003          | Spacewatch                     |
| (183526)           | 2003 FV114             | 31 mars 2003          | LONEOS                         |
| (183527)           | 2003 FV118             | 26 mars 2003          | LONEOS                         |
| (183528)           | 2003 FT126             | 31 mars 2003          | Spacewatch                     |
| (183529)           | 2003 FV127             | 31 mars 2003          | CSS                            |
| (183530)           | 2003 FV130             | 29 mars 2003          | LONEOS                         |
| (183531)           | 2003 FA132             | 27 mars 2003          | Spacewatch                     |
| (183532)           | 2003 GC27              | 6 avril 2003          | LONEOS                         |
| (183533)           | 2003 GG29              | 6 avril 2003          | NEAT                           |
| (183534)           | 2003 GU38              | 7 avril 2003          | Spacewatch                     |
| (183535)           | 2003 GN45              | 8 avril 2003          | NEAT                           |
| (183536)           | 2003 GF50              | 4 avril 2003          | Spacewatch                     |
| (183537)           | 2003 GY54              | 4 avril 2003          | Spacewatch                     |
| (183538)           | 2003 GC55              | 4 avril 2003          | LONEOS                         |
| (183539)           | 2003 HV15              | 27 avril 2003         | LINEAR                         |
| (183540)           | 2003 HC17              | 24 avril 2003         | LONEOS                         |
| (183541)           | 2003 HV22              | 26 avril 2003         | Spacewatch                     |
| (183542)           | 2003 HH24              | 27 avril 2003         | Spacewatch                     |
| (183543)           | 2003 HN25              | 25 avril 2003         | Spacewatch                     |
| (183544)           | 2003 HZ27              | 26 avril 2003         | Spacewatch                     |
| (183545)           | 2003 HJ35              | 26 avril 2003         | NEAT                           |
| (183546)           | 2003 HD38              | 29 avril 2003         | LINEAR                         |
| (183547)           | 2003 HR38              | 29 avril 2003         | LONEOS                         |
| (183548)           | 2003 HU42              | 29 avril 2003         | Spacewatch                     |
| (183549)           | 2003 HU49              | 29 avril 2003         | LINEAR                         |
| (183550)           | 2003 HU57              | 24 avril 2003         | Spacewatch                     |
| (183551)           | 2003 JU4               | 3 mai 2003            | Spacewatch                     |
| (183552)           | 2003 JY5               | 1er mai 2003          | Spacewatch                     |
| (183553)           | 2003 JP10              | 2 mai 2003            | Spacewatch                     |
| (183554)           | 2003 JP11              | 5 mai 2003            | Spacewatch                     |
| (183555)           | 2003 JN13              | 6 mai 2003            | Tenagra II                     |
| (183556)           | 2003 JQ13              | 5 mai 2003            | LONEOS                         |
| (183557)           | 2003 KZ2               | 22 mai 2003           | Spacewatch                     |
| (183558)           | 2003 KT9               | 25 mai 2003           | LONEOS                         |
| (183559)           | 2003 KQ12              | 26 mai 2003           | Spacewatch                     |
| (183560) Křišťan   | 2003 KO18              | 24 mai 2003           | KLENOT                         |
| (183561)           | 2003 KC32              | 27 mai 2003           | Spacewatch                     |
| (183562)           | 2003 LP4               | 5 juin 2003           | Spacewatch                     |
| (183563)           | 2003 MD4               | 22 juin 2003          | Schwartz, M., Holvorcem, P. R. |
| (183564)           | 2003 MA12              | 29 juin 2003          | LINEAR                         |
| (183565)           | 2003 NL2               | 3 juillet 2003        | Broughton, J.                  |
| (183566)           | 2003 NQ2               | 4 juillet 2003        | NEAT                           |
| (183567)           | 2003 OZ10              | 27 juillet 2003       | Broughton, J.                  |
| (183568)           | 2003 OQ11              | 20 juillet 2003       | NEAT                           |
| (183569)           | 2003 PN3               | 2 août 2003           | NEAT                           |
| (183570)           | 2003 QJ3               | 19 août 2003          | CINEOS                         |
| (183571)           | 2003 QK22              | 20 août 2003          | NEAT                           |
| (183572)           | 2003 QV31              | 21 août 2003          | NEAT                           |
| (183573)           | 2003 QH46              | 23 août 2003          | NEAT                           |
| (183574)           | 2003 QJ54              | 23 août 2003          | LINEAR                         |
| (183575)           | 2003 QP72              | 23 août 2003          | LINEAR                         |
| (183576)           | 2003 RA5               | 3 septembre 2003      | NEAT                           |
| (183577)           | 2003 SX11              | 16 septembre 2003     | Spacewatch                     |
| (183578)           | 2003 SD19              | 16 septembre 2003     | Spacewatch                     |
| (183579)           | 2003 SD25              | 17 septembre 2003     | NEAT                           |
| (183580)           | 2003 SO33              | 16 septembre 2003     | LONEOS                         |
| (183581)           | 2003 SY84              | 20 septembre 2003     | NEAT                           |
| (183582)           | 2003 SM127             | 19 septembre 2003     | Kusnirak, P.                   |
| (183583)           | 2003 SV177             | 19 septembre 2003     | Spacewatch                     |
| (183584)           | 2003 SF182             | 20 septembre 2003     | LINEAR                         |
| (183585)           | 2003 SZ201             | 18 septembre 2003     | Tucker, R. A.                  |
| (183586)           | 2003 SF204             | 22 septembre 2003     | Spacewatch                     |
| (183587)           | 2003 SZ246             | 26 septembre 2003     | LINEAR                         |
| (183588)           | 2003 SY257             | 28 septembre 2003     | LINEAR                         |
| (183589)           | 2003 SO284             | 20 septembre 2003     | LINEAR                         |
| (183590)           | 2003 SH294             | 28 septembre 2003     | LINEAR                         |
| (183591)           | 2003 SZ312             | 17 septembre 2003     | NEAT                           |
| (183592)           | 2003 SJ313             | 18 septembre 2003     | NEAT                           |
| (183593)           | 2003 TG16              | 15 octobre 2003       | LONEOS                         |
| (183594)           | 2003 TB53              | 5 octobre 2003        | Spacewatch                     |
| (183595) 2003 TG58 | 2003 TG58              | 3 octobre 2003        | Mauna Kea                      |
| (183596)           | 2003 UV                | 16 octobre 2003       | Spacewatch                     |
| (183597)           | 2003 UT14              | 16 octobre 2003       | Spacewatch                     |
| (183598)           | 2003 UN35              | 16 octobre 2003       | LONEOS                         |
| (183599)           | 2003 UY39              | 16 octobre 2003       | Spacewatch                     |
| (183600)           | 2003 UQ45              | 18 octobre 2003       | Spacewatch                     |

### 183601-183700
| Nom            | Désignation provisoire | Date de la découverte | Découvreur               |
| -------------- | ---------------------- | --------------------- | ------------------------ |
| (183601)       | 2003 UX57              | 16 octobre 2003       | Spacewatch               |
| (183602)       | 2003 UQ62              | 16 octobre 2003       | LONEOS                   |
| (183603)       | 2003 UO73              | 19 octobre 2003       | Spacewatch               |
| (183604)       | 2003 UK93              | 17 octobre 2003       | Spacewatch               |
| (183605)       | 2003 UW93              | 18 octobre 2003       | Spacewatch               |
| (183606)       | 2003 UP102             | 20 octobre 2003       | NEAT                     |
| (183607)       | 2003 UW103             | 20 octobre 2003       | NEAT                     |
| (183608)       | 2003 UV135             | 21 octobre 2003       | NEAT                     |
| (183609)       | 2003 UV160             | 21 octobre 2003       | Spacewatch               |
| (183610)       | 2003 UL161             | 21 octobre 2003       | LONEOS                   |
| (183611)       | 2003 UH175             | 21 octobre 2003       | LONEOS                   |
| (183612)       | 2003 UG179             | 21 octobre 2003       | LINEAR                   |
| (183613)       | 2003 UP201             | 21 octobre 2003       | LINEAR                   |
| (183614)       | 2003 UJ203             | 21 octobre 2003       | Spacewatch               |
| (183615)       | 2003 UE204             | 21 octobre 2003       | Spacewatch               |
| (183616)       | 2003 UG213             | 23 octobre 2003       | NEAT                     |
| (183617)       | 2003 UF218             | 21 octobre 2003       | LINEAR                   |
| (183618)       | 2003 US221             | 22 octobre 2003       | Spacewatch               |
| (183619)       | 2003 UT229             | 23 octobre 2003       | LONEOS                   |
| (183620)       | 2003 UQ236             | 23 octobre 2003       | LONEOS                   |
| (183621)       | 2003 UJ242             | 24 octobre 2003       | LINEAR                   |
| (183622)       | 2003 UO245             | 24 octobre 2003       | LINEAR                   |
| (183623)       | 2003 UE260             | 25 octobre 2003       | LINEAR                   |
| (183624)       | 2003 UG260             | 25 octobre 2003       | LINEAR                   |
| (183625)       | 2003 UZ263             | 27 octobre 2003       | Spacewatch               |
| (183626)       | 2003 UQ267             | 28 octobre 2003       | LINEAR                   |
| (183627)       | 2003 UM274             | 30 octobre 2003       | LINEAR                   |
| (183628)       | 2003 UR307             | 18 octobre 2003       | LONEOS                   |
| (183629)       | 2003 UF308             | 19 octobre 2003       | Spacewatch               |
| (183630)       | 2003 US356             | 19 octobre 2003       | Spacewatch               |
| (183631)       | 2003 UH375             | 22 octobre 2003       | Sloan Digital Sky Survey |
| (183632)       | 2003 UB383             | 22 octobre 2003       | Sloan Digital Sky Survey |
| (183633)       | 2003 US402             | 23 octobre 2003       | Sloan Digital Sky Survey |
| (183634)       | 2003 US403             | 23 octobre 2003       | Sloan Digital Sky Survey |
| (183635) Helmi | 2003 UF413             | 24 octobre 2003       | Sloan Digital Sky Survey |
| (183636)       | 2003 VV                | 5 novembre 2003       | LINEAR                   |
| (183637)       | 2003 VW8               | 15 novembre 2003      | Spacewatch               |
| (183638)       | 2003 WC24              | 19 novembre 2003      | Spacewatch               |
| (183639)       | 2003 WO24              | 20 novembre 2003      | LINEAR                   |
| (183640)       | 2003 WR35              | 19 novembre 2003      | LINEAR                   |
| (183641)       | 2003 WU45              | 16 novembre 2003      | Spacewatch               |
| (183642)       | 2003 WA55              | 20 novembre 2003      | LINEAR                   |
| (183643)       | 2003 WF56              | 20 novembre 2003      | LINEAR                   |
| (183644)       | 2003 WX59              | 18 novembre 2003      | Spacewatch               |
| (183645)       | 2003 WP60              | 18 novembre 2003      | NEAT                     |
| (183646)       | 2003 WR63              | 19 novembre 2003      | Spacewatch               |
| (183647)       | 2003 WU63              | 19 novembre 2003      | Spacewatch               |
| (183648)       | 2003 WY66              | 19 novembre 2003      | Spacewatch               |
| (183649)       | 2003 WX67              | 19 novembre 2003      | Spacewatch               |
| (183650)       | 2003 WG75              | 18 novembre 2003      | Spacewatch               |
| (183651)       | 2003 WP89              | 16 novembre 2003      | CSS                      |
| (183652)       | 2003 WL91              | 18 novembre 2003      | Spacewatch               |
| (183653)       | 2003 WK93              | 19 novembre 2003      | LONEOS                   |
| (183654)       | 2003 WL94              | 19 novembre 2003      | LONEOS                   |
| (183655)       | 2003 WO102             | 21 novembre 2003      | LINEAR                   |
| (183656)       | 2003 WX108             | 20 novembre 2003      | LINEAR                   |
| (183657)       | 2003 WX115             | 20 novembre 2003      | LINEAR                   |
| (183658)       | 2003 WN117             | 20 novembre 2003      | LINEAR                   |
| (183659)       | 2003 WA120             | 20 novembre 2003      | LINEAR                   |
| (183660)       | 2003 WL120             | 20 novembre 2003      | LINEAR                   |
| (183661)       | 2003 WG123             | 20 novembre 2003      | LINEAR                   |
| (183662)       | 2003 WN126             | 20 novembre 2003      | LINEAR                   |
| (183663)       | 2003 WR130             | 21 novembre 2003      | LINEAR                   |
| (183664)       | 2003 WC131             | 21 novembre 2003      | Spacewatch               |
| (183665)       | 2003 WR131             | 21 novembre 2003      | NEAT                     |
| (183666)       | 2003 WL133             | 21 novembre 2003      | LINEAR                   |
| (183667)       | 2003 WQ133             | 21 novembre 2003      | LINEAR                   |
| (183668)       | 2003 WM134             | 21 novembre 2003      | LINEAR                   |
| (183669)       | 2003 WX135             | 21 novembre 2003      | LINEAR                   |
| (183670)       | 2003 WG138             | 21 novembre 2003      | LINEAR                   |
| (183671)       | 2003 WO145             | 21 novembre 2003      | LINEAR                   |
| (183672)       | 2003 WN150             | 24 novembre 2003      | LONEOS                   |
| (183673)       | 2003 WO192             | 21 novembre 2003      | LINEAR                   |
| (183674)       | 2003 XG3               | 1er décembre 2003     | LINEAR                   |
| (183675)       | 2003 XU14              | 13 décembre 2003      | LINEAR                   |
| (183676)       | 2003 XB17              | 14 décembre 2003      | NEAT                     |
| (183677)       | 2003 XJ27              | 1er décembre 2003     | LINEAR                   |
| (183678)       | 2003 XV31              | 1er décembre 2003     | Spacewatch               |
| (183679)       | 2003 XJ37              | 3 décembre 2003       | LINEAR                   |
| (183680)       | 2003 XR40              | 14 décembre 2003      | Spacewatch               |
| (183681)       | 2003 YO                | 16 décembre 2003      | LONEOS                   |
| (183682)       | 2003 YH2               | 18 décembre 2003      | LINEAR                   |
| (183683)       | 2003 YW6               | 17 décembre 2003      | LINEAR                   |
| (183684)       | 2003 YE9               | 16 décembre 2003      | Spacewatch               |
| (183685)       | 2003 YT11              | 17 décembre 2003      | LINEAR                   |
| (183686)       | 2003 YX13              | 17 décembre 2003      | CSS                      |
| (183687)       | 2003 YX14              | 17 décembre 2003      | LINEAR                   |
| (183688)       | 2003 YU16              | 17 décembre 2003      | Spacewatch               |
| (183689)       | 2003 YV17              | 16 décembre 2003      | CSS                      |
| (183690)       | 2003 YQ22              | 18 décembre 2003      | LINEAR                   |
| (183691)       | 2003 YZ24              | 18 décembre 2003      | LINEAR                   |
| (183692)       | 2003 YP25              | 18 décembre 2003      | LINEAR                   |
| (183693)       | 2003 YX28              | 17 décembre 2003      | Spacewatch               |
| (183694)       | 2003 YQ29              | 17 décembre 2003      | Spacewatch               |
| (183695)       | 2003 YF31              | 18 décembre 2003      | LINEAR                   |
| (183696)       | 2003 YO31              | 18 décembre 2003      | LINEAR                   |
| (183697)       | 2003 YA32              | 18 décembre 2003      | Spacewatch               |
| (183698)       | 2003 YM32              | 18 décembre 2003      | NEAT                     |
| (183699)       | 2003 YO32              | 18 décembre 2003      | NEAT                     |
| (183700)       | 2003 YK36              | 18 décembre 2003      | LINEAR                   |

### 183701-183800
| Nom      | Désignation provisoire | Date de la découverte | Découvreur    |
| -------- | ---------------------- | --------------------- | ------------- |
| (183701) | 2003 YO36              | 21 décembre 2003      | LINEAR        |
| (183702) | 2003 YX36              | 17 décembre 2003      | Spacewatch    |
| (183703) | 2003 YS39              | 19 décembre 2003      | Spacewatch    |
| (183704) | 2003 YB45              | 20 décembre 2003      | LINEAR        |
| (183705) | 2003 YR50              | 18 décembre 2003      | LINEAR        |
| (183706) | 2003 YD51              | 18 décembre 2003      | LINEAR        |
| (183707) | 2003 YJ51              | 18 décembre 2003      | LINEAR        |
| (183708) | 2003 YF52              | 18 décembre 2003      | LINEAR        |
| (183709) | 2003 YN56              | 19 décembre 2003      | LINEAR        |
| (183710) | 2003 YR57              | 19 décembre 2003      | LINEAR        |
| (183711) | 2003 YG58              | 19 décembre 2003      | LINEAR        |
| (183712) | 2003 YY61              | 19 décembre 2003      | LINEAR        |
| (183713) | 2003 YD64              | 19 décembre 2003      | LINEAR        |
| (183714) | 2003 YO70              | 19 décembre 2003      | LINEAR        |
| (183715) | 2003 YG71              | 18 décembre 2003      | LINEAR        |
| (183716) | 2003 YA73              | 18 décembre 2003      | LINEAR        |
| (183717) | 2003 YH74              | 18 décembre 2003      | LINEAR        |
| (183718) | 2003 YJ75              | 18 décembre 2003      | LINEAR        |
| (183719) | 2003 YP75              | 18 décembre 2003      | LINEAR        |
| (183720) | 2003 YP82              | 18 décembre 2003      | Spacewatch    |
| (183721) | 2003 YN84              | 19 décembre 2003      | LINEAR        |
| (183722) | 2003 YR84              | 19 décembre 2003      | Spacewatch    |
| (183723) | 2003 YN85              | 19 décembre 2003      | LINEAR        |
| (183724) | 2003 YY85              | 19 décembre 2003      | LINEAR        |
| (183725) | 2003 YT89              | 19 décembre 2003      | Spacewatch    |
| (183726) | 2003 YB95              | 19 décembre 2003      | LINEAR        |
| (183727) | 2003 YC97              | 19 décembre 2003      | LINEAR        |
| (183728) | 2003 YK99              | 19 décembre 2003      | LINEAR        |
| (183729) | 2003 YM99              | 19 décembre 2003      | LINEAR        |
| (183730) | 2003 YF100             | 19 décembre 2003      | LINEAR        |
| (183731) | 2003 YJ101             | 19 décembre 2003      | LINEAR        |
| (183732) | 2003 YC103             | 19 décembre 2003      | LINEAR        |
| (183733) | 2003 YO103             | 21 décembre 2003      | Spacewatch    |
| (183734) | 2003 YT106             | 22 décembre 2003      | NEAT          |
| (183735) | 2003 YY109             | 23 décembre 2003      | LINEAR        |
| (183736) | 2003 YT112             | 23 décembre 2003      | LINEAR        |
| (183737) | 2003 YD113             | 23 décembre 2003      | LINEAR        |
| (183738) | 2003 YH113             | 23 décembre 2003      | LINEAR        |
| (183739) | 2003 YF117             | 27 décembre 2003      | LINEAR        |
| (183740) | 2003 YL119             | 27 décembre 2003      | LINEAR        |
| (183741) | 2003 YW119             | 27 décembre 2003      | LINEAR        |
| (183742) | 2003 YD120             | 27 décembre 2003      | LINEAR        |
| (183743) | 2003 YJ120             | 27 décembre 2003      | LINEAR        |
| (183744) | 2003 YP134             | 28 décembre 2003      | LINEAR        |
| (183745) | 2003 YT134             | 28 décembre 2003      | LINEAR        |
| (183746) | 2003 YB138             | 27 décembre 2003      | LINEAR        |
| (183747) | 2003 YK144             | 28 décembre 2003      | LINEAR        |
| (183748) | 2003 YX152             | 29 décembre 2003      | CSS           |
| (183749) | 2003 YM157             | 16 décembre 2003      | Spacewatch    |
| (183750) | 2003 YD164             | 17 décembre 2003      | Spacewatch    |
| (183751) | 2003 YR169             | 18 décembre 2003      | LINEAR        |
| (183752) | 2003 YB176             | 29 décembre 2003      | LINEAR        |
| (183753) | 2004 AO1               | 12 janvier 2004       | NEAT          |
| (183754) | 2004 AQ1               | 12 janvier 2004       | NEAT          |
| (183755) | 2004 AR3               | 13 janvier 2004       | LONEOS        |
| (183756) | 2004 AK5               | 13 janvier 2004       | LONEOS        |
| (183757) | 2004 AC6               | 13 janvier 2004       | NEAT          |
| (183758) | 2004 AQ8               | 14 janvier 2004       | NEAT          |
| (183759) | 2004 AY9               | 15 janvier 2004       | Spacewatch    |
| (183760) | 2004 AD10              | 15 janvier 2004       | Spacewatch    |
| (183761) | 2004 AZ13              | 13 janvier 2004       | Spacewatch    |
| (183762) | 2004 AG18              | 15 janvier 2004       | Spacewatch    |
| (183763) | 2004 AL25              | 12 janvier 2004       | NEAT          |
| (183764) | 2004 BQ1               | 16 janvier 2004       | Spacewatch    |
| (183765) | 2004 BJ3               | 16 janvier 2004       | NEAT          |
| (183766) | 2004 BR3               | 16 janvier 2004       | NEAT          |
| (183767) | 2004 BD4               | 16 janvier 2004       | NEAT          |
| (183768) | 2004 BW4               | 16 janvier 2004       | NEAT          |
| (183769) | 2004 BF5               | 16 janvier 2004       | NEAT          |
| (183770) | 2004 BR9               | 16 janvier 2004       | NEAT          |
| (183771) | 2004 BJ12              | 16 janvier 2004       | NEAT          |
| (183772) | 2004 BC14              | 17 janvier 2004       | NEAT          |
| (183773) | 2004 BJ18              | 18 janvier 2004       | Spacewatch    |
| (183774) | 2004 BX18              | 18 janvier 2004       | Tucker, R. A. |
| (183775) | 2004 BE19              | 17 janvier 2004       | NEAT          |
| (183776) | 2004 BH19              | 17 janvier 2004       | NEAT          |
| (183777) | 2004 BJ19              | 17 janvier 2004       | NEAT          |
| (183778) | 2004 BO19              | 17 janvier 2004       | NEAT          |
| (183779) | 2004 BO20              | 16 janvier 2004       | CSS           |
| (183780) | 2004 BA22              | 19 janvier 2004       | LINEAR        |
| (183781) | 2004 BH22              | 17 janvier 2004       | NEAT          |
| (183782) | 2004 BG23              | 18 janvier 2004       | NEAT          |
| (183783) | 2004 BE27              | 21 janvier 2004       | LINEAR        |
| (183784) | 2004 BA29              | 18 janvier 2004       | NEAT          |
| (183785) | 2004 BG29              | 18 janvier 2004       | NEAT          |
| (183786) | 2004 BJ30              | 18 janvier 2004       | NEAT          |
| (183787) | 2004 BP30              | 18 janvier 2004       | NEAT          |
| (183788) | 2004 BJ32              | 19 janvier 2004       | Spacewatch    |
| (183789) | 2004 BT33              | 19 janvier 2004       | Spacewatch    |
| (183790) | 2004 BJ34              | 19 janvier 2004       | CSS           |
| (183791) | 2004 BU37              | 19 janvier 2004       | CSS           |
| (183792) | 2004 BY37              | 19 janvier 2004       | CSS           |
| (183793) | 2004 BZ37              | 19 janvier 2004       | CSS           |
| (183794) | 2004 BB38              | 19 janvier 2004       | CSS           |
| (183795) | 2004 BG38              | 19 janvier 2004       | CSS           |
| (183796) | 2004 BP38              | 20 janvier 2004       | LINEAR        |
| (183797) | 2004 BY38              | 20 janvier 2004       | LINEAR        |
| (183798) | 2004 BH40              | 21 janvier 2004       | LINEAR        |
| (183799) | 2004 BJ40              | 21 janvier 2004       | LINEAR        |
| (183800) | 2004 BM40              | 21 janvier 2004       | LINEAR        |

### 183801-183900
| Nom      | Désignation provisoire | Date de la découverte | Découvreur       |
| -------- | ---------------------- | --------------------- | ---------------- |
| (183801) | 2004 BS40              | 21 janvier 2004       | LINEAR           |
| (183802) | 2004 BD41              | 21 janvier 2004       | LINEAR           |
| (183803) | 2004 BX42              | 22 janvier 2004       | NEAT             |
| (183804) | 2004 BO43              | 22 janvier 2004       | LINEAR           |
| (183805) | 2004 BR44              | 22 janvier 2004       | LINEAR           |
| (183806) | 2004 BT48              | 21 janvier 2004       | LINEAR           |
| (183807) | 2004 BE49              | 21 janvier 2004       | LINEAR           |
| (183808) | 2004 BC52              | 21 janvier 2004       | LINEAR           |
| (183809) | 2004 BH53              | 22 janvier 2004       | LINEAR           |
| (183810) | 2004 BQ60              | 21 janvier 2004       | LINEAR           |
| (183811) | 2004 BJ62              | 22 janvier 2004       | LINEAR           |
| (183812) | 2004 BK63              | 22 janvier 2004       | LINEAR           |
| (183813) | 2004 BO63              | 22 janvier 2004       | LINEAR           |
| (183814) | 2004 BR64              | 22 janvier 2004       | LINEAR           |
| (183815) | 2004 BH70              | 22 janvier 2004       | LINEAR           |
| (183816) | 2004 BT70              | 22 janvier 2004       | LINEAR           |
| (183817) | 2004 BG71              | 22 janvier 2004       | LINEAR           |
| (183818) | 2004 BN76              | 24 janvier 2004       | LINEAR           |
| (183819) | 2004 BF77              | 22 janvier 2004       | LINEAR           |
| (183820) | 2004 BH77              | 22 janvier 2004       | LINEAR           |
| (183821) | 2004 BV77              | 22 janvier 2004       | LINEAR           |
| (183822) | 2004 BE79              | 22 janvier 2004       | LINEAR           |
| (183823) | 2004 BV81              | 26 janvier 2004       | LONEOS           |
| (183824) | 2004 BC83              | 28 janvier 2004       | Spacewatch       |
| (183825) | 2004 BZ87              | 23 janvier 2004       | LINEAR           |
| (183826) | 2004 BF92              | 26 janvier 2004       | LONEOS           |
| (183827) | 2004 BO94              | 28 janvier 2004       | LINEAR           |
| (183828) | 2004 BV95              | 22 janvier 2004       | LINEAR           |
| (183829) | 2004 BD96              | 24 janvier 2004       | LINEAR           |
| (183830) | 2004 BS96              | 24 janvier 2004       | LINEAR           |
| (183831) | 2004 BE97              | 24 janvier 2004       | LINEAR           |
| (183832) | 2004 BZ98              | 27 janvier 2004       | Spacewatch       |
| (183833) | 2004 BD103             | 29 janvier 2004       | LINEAR           |
| (183834) | 2004 BM104             | 23 janvier 2004       | LINEAR           |
| (183835) | 2004 BG105             | 24 janvier 2004       | LINEAR           |
| (183836) | 2004 BH105             | 24 janvier 2004       | LINEAR           |
| (183837) | 2004 BU108             | 28 janvier 2004       | CSS              |
| (183838) | 2004 BD109             | 28 janvier 2004       | Spacewatch       |
| (183839) | 2004 BQ109             | 28 janvier 2004       | Spacewatch       |
| (183840) | 2004 BP110             | 28 janvier 2004       | CSS              |
| (183841) | 2004 BR110             | 28 janvier 2004       | CSS              |
| (183842) | 2004 BS110             | 28 janvier 2004       | CSS              |
| (183843) | 2004 BW112             | 27 janvier 2004       | Spacewatch       |
| (183844) | 2004 BD113             | 27 janvier 2004       | LINEAR           |
| (183845) | 2004 BQ114             | 29 janvier 2004       | LONEOS           |
| (183846) | 2004 BZ122             | 22 janvier 2004       | Allen, L.        |
| (183847) | 2004 BF124             | 18 janvier 2004       | NEAT             |
| (183848) | 2004 BN130             | 16 janvier 2004       | Spacewatch       |
| (183849) | 2004 BO134             | 18 janvier 2004       | CSS              |
| (183850) | 2004 BA147             | 22 janvier 2004       | LINEAR           |
| (183851) | 2004 BA163             | 16 janvier 2004       | NEAT             |
| (183852) | 2004 BB163             | 27 janvier 2004       | CSS              |
| (183853) | 2004 CC2               | 12 février 2004       | Goodricke-Pigott |
| (183854) | 2004 CG2               | 12 février 2004       | Yeung, W. K. Y.  |
| (183855) | 2004 CN3               | 10 février 2004       | NEAT             |
| (183856) | 2004 CS5               | 10 février 2004       | CSS              |
| (183857) | 2004 CG6               | 10 février 2004       | NEAT             |
| (183858) | 2004 CR7               | 10 février 2004       | CSS              |
| (183859) | 2004 CM10              | 11 février 2004       | LONEOS           |
| (183860) | 2004 CW12              | 11 février 2004       | NEAT             |
| (183861) | 2004 CG13              | 11 février 2004       | NEAT             |
| (183862) | 2004 CB14              | 11 février 2004       | LONEOS           |
| (183863) | 2004 CE14              | 11 février 2004       | LONEOS           |
| (183864) | 2004 CN15              | 11 février 2004       | Spacewatch       |
| (183865) | 2004 CN16              | 11 février 2004       | Spacewatch       |
| (183866) | 2004 CP17              | 12 février 2004       | Spacewatch       |
| (183867) | 2004 CP21              | 11 février 2004       | LONEOS           |
| (183868) | 2004 CL35              | 11 février 2004       | Spacewatch       |
| (183869) | 2004 CP35              | 11 février 2004       | CSS              |
| (183870) | 2004 CQ36              | 12 février 2004       | Spacewatch       |
| (183871) | 2004 CO40              | 12 février 2004       | Spacewatch       |
| (183872) | 2004 CT40              | 12 février 2004       | Spacewatch       |
| (183873) | 2004 CN42              | 11 février 2004       | Spacewatch       |
| (183874) | 2004 CR43              | 12 février 2004       | Spacewatch       |
| (183875) | 2004 CK50              | 13 février 2004       | Spacewatch       |
| (183876) | 2004 CU50              | 15 février 2004       | Mayhill          |
| (183877) | 2004 CH51              | 13 février 2004       | NEAT             |
| (183878) | 2004 CS53              | 11 février 2004       | Spacewatch       |
| (183879) | 2004 CM54              | 11 février 2004       | CSS              |
| (183880) | 2004 CC57              | 11 février 2004       | NEAT             |
| (183881) | 2004 CV57              | 14 février 2004       | LINEAR           |
| (183882) | 2004 CV59              | 10 février 2004       | NEAT             |
| (183883) | 2004 CK62              | 11 février 2004       | NEAT             |
| (183884) | 2004 CW66              | 15 février 2004       | LINEAR           |
| (183885) | 2004 CW69              | 11 février 2004       | NEAT             |
| (183886) | 2004 CX69              | 11 février 2004       | NEAT             |
| (183887) | 2004 CQ71              | 13 février 2004       | NEAT             |
| (183888) | 2004 CW71              | 13 février 2004       | NEAT             |
| (183889) | 2004 CY72              | 13 février 2004       | Spacewatch       |
| (183890) | 2004 CT74              | 11 février 2004       | Spacewatch       |
| (183891) | 2004 CG76              | 11 février 2004       | NEAT             |
| (183892) | 2004 CO76              | 11 février 2004       | Spacewatch       |
| (183893) | 2004 CP76              | 11 février 2004       | NEAT             |
| (183894) | 2004 CV76              | 11 février 2004       | NEAT             |
| (183895) | 2004 CZ77              | 11 février 2004       | NEAT             |
| (183896) | 2004 CD79              | 11 février 2004       | NEAT             |
| (183897) | 2004 CS79              | 11 février 2004       | NEAT             |
| (183898) | 2004 CU81              | 12 février 2004       | Spacewatch       |
| (183899) | 2004 CW81              | 12 février 2004       | Spacewatch       |
| (183900) | 2004 CU82              | 12 février 2004       | Spacewatch       |

### 183901-184000
| Nom                | Désignation provisoire | Date de la découverte | Découvreur      |
| ------------------ | ---------------------- | --------------------- | --------------- |
| (183901)           | 2004 CP83              | 12 février 2004       | Spacewatch      |
| (183902)           | 2004 CW89              | 11 février 2004       | NEAT            |
| (183903)           | 2004 CX89              | 11 février 2004       | NEAT            |
| (183904)           | 2004 CP90              | 12 février 2004       | NEAT            |
| (183905)           | 2004 CC91              | 12 février 2004       | Spacewatch      |
| (183906)           | 2004 CP91              | 13 février 2004       | Yeung, W. K. Y. |
| (183907)           | 2004 CO93              | 11 février 2004       | NEAT            |
| (183908)           | 2004 CN94              | 12 février 2004       | Spacewatch      |
| (183909)           | 2004 CW96              | 12 février 2004       | NEAT            |
| (183910)           | 2004 CY99              | 15 février 2004       | CSS             |
| (183911)           | 2004 CB100             | 15 février 2004       | CSS             |
| (183912)           | 2004 CS100             | 15 février 2004       | CSS             |
| (183913)           | 2004 CT100             | 15 février 2004       | CSS             |
| (183914)           | 2004 CC101             | 15 février 2004       | CSS             |
| (183915)           | 2004 CO103             | 12 février 2004       | NEAT            |
| (183916)           | 2004 CP103             | 12 février 2004       | NEAT            |
| (183917)           | 2004 CF105             | 13 février 2004       | Spacewatch      |
| (183918)           | 2004 CO107             | 14 février 2004       | Spacewatch      |
| (183919)           | 2004 CX107             | 14 février 2004       | Spacewatch      |
| (183920)           | 2004 CM109             | 11 février 2004       | LINEAR          |
| (183921)           | 2004 CA110             | 14 février 2004       | NEAT            |
| (183922)           | 2004 CQ112             | 13 février 2004       | LONEOS          |
| (183923)           | 2004 CS118             | 11 février 2004       | NEAT            |
| (183924)           | 2004 CM122             | 12 février 2004       | Spacewatch      |
| (183925)           | 2004 CG123             | 12 février 2004       | Spacewatch      |
| (183926)           | 2004 CJ127             | 13 février 2004       | Spacewatch      |
| (183927)           | 2004 DP                | 16 février 2004       | Spacewatch      |
| (183928)           | 2004 DY1               | 17 février 2004       | Spacewatch      |
| (183929)           | 2004 DL2               | 16 février 2004       | Spacewatch      |
| (183930)           | 2004 DQ4               | 16 février 2004       | Spacewatch      |
| (183931)           | 2004 DR6               | 16 février 2004       | Spacewatch      |
| (183932)           | 2004 DT6               | 16 février 2004       | Spacewatch      |
| (183933)           | 2004 DF9               | 17 février 2004       | LINEAR          |
| (183934)           | 2004 DK11              | 16 février 2004       | Spacewatch      |
| (183935)           | 2004 DW19              | 17 février 2004       | LINEAR          |
| (183936)           | 2004 DA22              | 17 février 2004       | CSS             |
| (183937)           | 2004 DG22              | 17 février 2004       | CSS             |
| (183938)           | 2004 DO25              | 16 février 2004       | LINEAR          |
| (183939)           | 2004 DO27              | 16 février 2004       | CSS             |
| (183940)           | 2004 DB29              | 17 février 2004       | Spacewatch      |
| (183941)           | 2004 DX29              | 17 février 2004       | LINEAR          |
| (183942)           | 2004 DO31              | 17 février 2004       | LINEAR          |
| (183943)           | 2004 DN32              | 18 février 2004       | Spacewatch      |
| (183944)           | 2004 DS34              | 19 février 2004       | LINEAR          |
| (183945)           | 2004 DW34              | 19 février 2004       | LINEAR          |
| (183946)           | 2004 DG35              | 19 février 2004       | LINEAR          |
| (183947)           | 2004 DD36              | 19 février 2004       | LINEAR          |
| (183948)           | 2004 DB40              | 17 février 2004       | Spacewatch      |
| (183949)           | 2004 DH40              | 18 février 2004       | LINEAR          |
| (183950)           | 2004 DO40              | 22 février 2004       | Spacewatch      |
| (183951)           | 2004 DF43              | 23 février 2004       | LINEAR          |
| (183952)           | 2004 DL44              | 25 février 2004       | Tenagra II      |
| (183953)           | 2004 DA47              | 19 février 2004       | LINEAR          |
| (183954)           | 2004 DS47              | 19 février 2004       | LINEAR          |
| (183955)           | 2004 DG50              | 22 février 2004       | Spacewatch      |
| (183956)           | 2004 DC52              | 24 février 2004       | NEAT            |
| (183957)           | 2004 DK54              | 22 février 2004       | Spacewatch      |
| (183958)           | 2004 DG56              | 22 février 2004       | Spacewatch      |
| (183959)           | 2004 DT59              | 25 février 2004       | LINEAR          |
| (183960)           | 2004 DL60              | 26 février 2004       | LINEAR          |
| (183961)           | 2004 DM61              | 26 février 2004       | LINEAR          |
| (183962)           | 2004 DM62              | 17 février 2004       | LINEAR          |
| (183963) 2004 DJ64 | 2004 DJ64              | 26 février 2004       | Buie, M. W.     |
| (183964) 2004 DJ71 | 2004 DJ71              | 26 février 2004       | Buie, M. W.     |
| (183965)           | 2004 DD77              | 18 février 2004       | LINEAR          |
| (183966)           | 2004 ER1               | 11 mars 2004          | NEAT            |
| (183967)           | 2004 EQ4               | 11 mars 2004          | NEAT            |
| (183968)           | 2004 EW6               | 12 mars 2004          | NEAT            |
| (183969)           | 2004 ES7               | 12 mars 2004          | NEAT            |
| (183970)           | 2004 EC8               | 13 mars 2004          | NEAT            |
| (183971)           | 2004 EG8               | 13 mars 2004          | NEAT            |
| (183972)           | 2004 EA11              | 15 mars 2004          | Yeung, W. K. Y. |
| (183973)           | 2004 EH11              | 10 mars 2004          | NEAT            |
| (183974)           | 2004 EM15              | 11 mars 2004          | NEAT            |
| (183975)           | 2004 EX15              | 12 mars 2004          | NEAT            |
| (183976)           | 2004 ER19              | 14 mars 2004          | Spacewatch      |
| (183977)           | 2004 EP28              | 15 mars 2004          | Spacewatch      |
| (183978)           | 2004 EU28              | 15 mars 2004          | Spacewatch      |
| (183979)           | 2004 EJ31              | 14 mars 2004          | NEAT            |
| (183980)           | 2004 ED36              | 13 mars 2004          | NEAT            |
| (183981)           | 2004 EJ37              | 13 mars 2004          | NEAT            |
| (183982)           | 2004 EH43              | 15 mars 2004          | Spacewatch      |
| (183983)           | 2004 EH44              | 14 mars 2004          | Spacewatch      |
| (183984)           | 2004 EQ45              | 15 mars 2004          | Spacewatch      |
| (183985)           | 2004 EK46              | 15 mars 2004          | LINEAR          |
| (183986)           | 2004 EH48              | 15 mars 2004          | LINEAR          |
| (183987)           | 2004 EU51              | 15 mars 2004          | LINEAR          |
| (183988)           | 2004 EL52              | 15 mars 2004          | LINEAR          |
| (183989)           | 2004 EF53              | 15 mars 2004          | LINEAR          |
| (183990)           | 2004 EM53              | 15 mars 2004          | LINEAR          |
| (183991)           | 2004 EJ54              | 12 mars 2004          | NEAT            |
| (183992)           | 2004 EX58              | 15 mars 2004          | NEAT            |
| (183993)           | 2004 EV60              | 12 mars 2004          | NEAT            |
| (183994)           | 2004 EF63              | 13 mars 2004          | NEAT            |
| (183995)           | 2004 EU63              | 13 mars 2004          | NEAT            |
| (183996)           | 2004 EU71              | 15 mars 2004          | Spacewatch      |
| (183997)           | 2004 EE72              | 15 mars 2004          | LINEAR          |
| (183998)           | 2004 EQ74              | 13 mars 2004          | NEAT            |
| (183999)           | 2004 EV76              | 15 mars 2004          | CSS             |
| (184000)           | 2004 EB78              | 15 mars 2004          | CSS             |

## Sources
- (en) Base de données du Centre des planètes mineures